# Anne Østerud
Anne Østerud (født 23. april 1964 i Lørenskog, Norge) er en norsk/dansk filmklipper, hun er uddannet på Den Danske Filmskole i 1995. Hun har arbejdet sammen med Thomas Vinterberg, Nicolas Winding Refn, Niels Arden Oplev, Bille August og Søren Kragh-Jacobsen.

## Hæder
- 2009 Robert for "To verdener"
- 2014 Robert for "Jagten" sammen med Janus Billeskov Jansen
- 2016 European Film Award for "Kollektivet"
- 2017 Robert  for "Forældre" sammen med Tanya Fallenius
- 2021 Robert for "Druk" sammen med Janus Billeskov Jansen

## Filmografi
- Heartstone (2017)
- Darling (2017)
- Kollektivet (2016)
- Forældre (2016)
- Massakren i Dvor (2015)
- Stille hjerte (2014)
- Kapgang (2014)
- En du elsker (2014)
- Cirkusdynastiet (2014)
- Jagten (2013)
- Hemmeligheden (2012)
- Hemmeligheden 1:4 (2012)
- Hemmeligheden 3:4 (2012)
- Hemmeligheden 2:4 (2012)
- Hemmeligheden 4:4 (2012)
- Labrador (2012)
- Værelse 304 (2011)
- Bag Blixens maske (2011)
- Udflugt (2010)
- En familie (2010)
- Mænd der hader kvinder (2009)
- Ønskebørn (2009)
- Drømme i København (2009)
- To verdener (2008)
- En forelskelse (2008)
- Det som ingen ved (2008)
- Kunsten at græde i kor (2007)
- Hospitalsbørn (2007)
- Til døden os skiller (2007)
- Istedgade (2006)
- Sophie (2006)
- Pusher 3 - I'm the angel of death (2005)
- Kort film om tro (2005)
- Lad de små børn... (2004)
- Pusher II (2004)
- Løvinden (2004)
- Små skred (2003)
- Fear X (2003)
- Nu (2003)
- Ulvepigen Tinke (2002)
- Se mig nu (2001)
- Bleeder (1999)
- Bror, min bror (1999)
- Vildspor (1998)
- Per Kirkeby - Vinterbillede (1996)
- Pusher (1996)
- Sort Hjerte (1995)
- Grænsen (1995)
- Sort sjæl (1994)
- Poesie album (1994)
- Bare løgn! (1991)

## Ekstern henvisning
- Anne Østerud på Internet Movie Database (engelsk)
- Anne Østerud på Filmdatabasen
- Anne Østerud på danskefilm.dk
- Anne Østerud på danskfilmogtv.dk
- Anne Østerud på Scope
- Anne Østerud på Svensk Filmdatabas (svensk)
- Anne Østerud på AlloCiné (fransk)
- Anne Østerud på AllMovie (engelsk)
- Anne Østerud på The Movie Database (engelsk)